# دانيال ويستفال
دانيال ويستفال (بالإنجليزية: Daniel Westphal)‏ هو لاعب كرة قدم أمريكي في مركز الدفاع، ولد في 5 أبريل 1970 في جزر ماريانا الشمالية في الولايات المتحدة. شارك مع منتخب جزر ماريانا الشمالية لكرة القدم.

## وصلات خارجية
- دانيال ويستفال على موقع ناشيونال فوتبول تيمز (الإنجليزية)